# PH1 (Exoplanet)
PH1 b oder Kepler-64b ist ein Exoplanet, der im Oktober 2012 durch die zwei Amateurastronomen Kian Jek und Robert Gagliano im Rahmen des Projekts Planet Hunters und mit Messdaten der Kepler-Mission der NASA gefunden wurde. Es handelt sich um einen Gasriesen, der im Vierfach-Sternsystem Kepler-64 (PH1) um zwei Sterne kreist, weiter entfernt werden die Sterne und der Planet von zwei weiteren Sternen umkreist. Der Planet ist ungefähr so groß wie Neptun.